# Sintra
Sintra (tradicionalmente conocida en castellano como Cintra) es una villa portuguesa del distrito de Lisboa, parte del Área Metropolitana de Lisboa (NUTS III), en la región de Estremadura, con cerca de 1184  habitantes en su casco histórico. La localidad fue declarada Patrimonio de la Humanidad por la Unesco el 19 de diciembre de 1995.
La localidad es sede del municipio de Sintra, que tiene 319,23 km² de área, 377 835 habitantes (según el censo de 2011), y está subdividido en once freguesias desde su reorganización en 2013.

## Historia
Sintra estuvo habitada desde el siglo II a. C., como parte de los territorios de la ciudad romana de Olissipo (gozaba del estatuto de municipio romano), aunque hay testimonios de su ocupación durante el período Neolítico. Durante la Edad Media, cuando Olissipo pasó a llamarse Lisboa, el núcleo poblacional se extendió como una malla urbana irregular en torno a las carreteras principales que conducían a la villa.
En el año 713 comenzó el período musulmán, cuando Sintra funcionó como dependencia de Lisboa, época en que se desarrolló el centro histórico de la villa. Algunos textos de la época la señalan como el centro urbano más importante de la zona después de Lisboa. Aunque fue brevemente tomada por Sigurd I de Noruega en 1108 durante la cruzada noruega, no quedaría en manos cristianas hasta que Alfonso I de Portugal venció a la Taifa de Badajoz en 1147 y la conquistó para el cristianismo, otorgándole el título de municipio el 9 de enero de 1154.
Durante el reinado de Juan I (1385-1433) se instalaron conventos, monasterios y órdenes militares, se inició la construcción de palacios reales y fue poblada por aristócratas que erigieron suntuosas residencias en la zona.
En el siglo XVIII, la villa fue relegada por la corte en favor de otras ciudades de la zona, hasta que el terremoto de 1755 provocó una gran destrucción que devolvió la atención a la ciudad, que debió ser reconstruida. No tardarían mucho los viajeros extranjeros y la aristocracia portuguesa en redescubrir el encanto de Sintra. El rey consorte Fernando II, transformó en el siglo XIX un monasterio jerónimo en el Palacio da Pena, que se convirtió en residencia veraniega de la corte.
A partir de la segunda mitad del siglo XIX, los habitantes más adinerados se trasladaron a la periferia y en la villa se instalaron establecimientos de alojamiento que atrajeron a los visitantes, convirtiendo a la ciudad en un centro turístico. En 1854 tuvieron lugar los primeros intentos de construir una línea ferroviaria que comunicara Sintra con Lisboa, la cual finalmente se inauguraría el 2 de abril de 1887, tras el fugaz funcionamiento de un monocarril.
A principios del siglo XX Sintra experimentó una gran urbanización, que también significó la destrucción de algunas piezas del patrimonio cultural de la villa, aunque poco después se crearon instituciones dedicadas a proteger el patrimonio local.

## Geografía
El municipio limita al norte con Mafra, al este con Loures, al sureste con Odivelas y Amadora, al sur con Oeiras y Cascaes y al oeste con el océano Atlántico.
El municipio se encuentra recorrido por sierras de vegetación exuberante y, en los alrededores, variadas playas marítimas y acantilados. El cabo de la Roca, en el oeste del municipio, es el punto más occidental del continente Europeo.
La villa de Sintra está a los pies de la Sierra de Sintra, la zona montañosa donde se encuentra la altitud máxima del municipio: Cruz Alta, un pico de 528 metros sobre el nivel del mar perteneciente al Real Parque da Pena.
Es el municipio del Área Metropolitana de Lisboa con mayor superficie de áreas protegidas, con 11 147 hectáreas. El parque natural de Sintra-Cascaes, donde se encuentra la Sierra de Sintra, es el área protegida más importante de la región.

### Clima
El municipio de Sintra presenta un clima templado mediterráneo, de tipo oceánico y con influencia atlántica. En la zona serrana se verifican las temperaturas más bajas de la región. El viento, presente todo el año, es más intenso cerca del mar y en las áreas más elevadas. La Sierra de Sintra funciona como una barrera de condensación, con valores elevados de humedad y variables condiciones de nubosidad y neblina.
| Parámetros climáticos promedio de Sintra (Base Aérea de Sintra), normales 1971–2000 | Parámetros climáticos promedio de Sintra (Base Aérea de Sintra), normales 1971–2000 | Parámetros climáticos promedio de Sintra (Base Aérea de Sintra), normales 1971–2000 | Parámetros climáticos promedio de Sintra (Base Aérea de Sintra), normales 1971–2000 | Parámetros climáticos promedio de Sintra (Base Aérea de Sintra), normales 1971–2000 | Parámetros climáticos promedio de Sintra (Base Aérea de Sintra), normales 1971–2000 | Parámetros climáticos promedio de Sintra (Base Aérea de Sintra), normales 1971–2000 | Parámetros climáticos promedio de Sintra (Base Aérea de Sintra), normales 1971–2000 | Parámetros climáticos promedio de Sintra (Base Aérea de Sintra), normales 1971–2000 | Parámetros climáticos promedio de Sintra (Base Aérea de Sintra), normales 1971–2000 | Parámetros climáticos promedio de Sintra (Base Aérea de Sintra), normales 1971–2000 | Parámetros climáticos promedio de Sintra (Base Aérea de Sintra), normales 1971–2000 | Parámetros climáticos promedio de Sintra (Base Aérea de Sintra), normales 1971–2000 | Parámetros climáticos promedio de Sintra (Base Aérea de Sintra), normales 1971–2000 |
| Mes                                                                                 | Ene.                                                                                | Feb.                                                                                | Mar.                                                                                | Abr.                                                                                | May.                                                                                | Jun.                                                                                | Jul.                                                                                | Ago.                                                                                | Sep.                                                                                | Oct.                                                                                | Nov.                                                                                | Dic.                                                                                | Anual                                                                               |
| ----------------------------------------------------------------------------------- | ----------------------------------------------------------------------------------- | ----------------------------------------------------------------------------------- | ----------------------------------------------------------------------------------- | ----------------------------------------------------------------------------------- | ----------------------------------------------------------------------------------- | ----------------------------------------------------------------------------------- | ----------------------------------------------------------------------------------- | ----------------------------------------------------------------------------------- | ----------------------------------------------------------------------------------- | ----------------------------------------------------------------------------------- | ----------------------------------------------------------------------------------- | ----------------------------------------------------------------------------------- | ----------------------------------------------------------------------------------- |
| Temp. máx. abs. (°C)                                                                | 21.6                                                                                | 23.4                                                                                | 27.2                                                                                | 28.0                                                                                | 33.6                                                                                | 41.4                                                                                | 39.8                                                                                | 38.5                                                                                | 37.8                                                                                | 31.8                                                                                | 27.0                                                                                | 22.5                                                                                | 41.4                                                                                |
| Temp. máx. media (°C)                                                               | 14.3                                                                                | 14.9                                                                                | 16.8                                                                                | 17.4                                                                                | 19.2                                                                                | 22.3                                                                                | 24.7                                                                                | 25.3                                                                                | 24.5                                                                                | 21.1                                                                                | 17.5                                                                                | 15.1                                                                                | 19.4                                                                                |
| Temp. media (°C)                                                                    | 9.7                                                                                 | 10.6                                                                                | 12.0                                                                                | 13.0                                                                                | 14.9                                                                                | 17.8                                                                                | 20.0                                                                                | 20.4                                                                                | 19.4                                                                                | 16.4                                                                                | 13.0                                                                                | 10.9                                                                                | 14.9                                                                                |
| Temp. mín. media (°C)                                                               | 5.2                                                                                 | 6.2                                                                                 | 7.3                                                                                 | 8.5                                                                                 | 10.6                                                                                | 13.3                                                                                | 15.2                                                                                | 15.6                                                                                | 14.3                                                                                | 11.6                                                                                | 8.6                                                                                 | 6.8                                                                                 | 10.3                                                                                |
| Temp. mín. abs. (°C)                                                                | -3.5                                                                                | -3.5                                                                                | -2.0                                                                                | -0.1                                                                                | 3.2                                                                                 | 6.0                                                                                 | 8.6                                                                                 | 8.4                                                                                 | 4.8                                                                                 | -1.0                                                                                | -3.5                                                                                | -4.0                                                                                | -4.0                                                                                |
| Precipitación total (mm)                                                            | 100.7                                                                               | 90.7                                                                                | 57.2                                                                                | 72.3                                                                                | 56.8                                                                                | 18.2                                                                                | 6.2                                                                                 | 6.9                                                                                 | 28.4                                                                                | 91.0                                                                                | 111.5                                                                               | 127.8                                                                               | 767.7                                                                               |
| Días de precipitaciones (≥ 0.1 mm)                                                  | 14.3                                                                                | 14.5                                                                                | 11.2                                                                                | 13.1                                                                                | 10.5                                                                                | 6.1                                                                                 | 3.6                                                                                 | 3.1                                                                                 | 6.8                                                                                 | 11.9                                                                                | 13.9                                                                                | 16.0                                                                                | 125.0                                                                               |
| Horas de sol                                                                        | 152.2                                                                               | 149.5                                                                               | 205.0                                                                               | 224.0                                                                               | 255.4                                                                               | 269.7                                                                               | 309.0                                                                               | 307.3                                                                               | 244.2                                                                               | 203.5                                                                               | 158.7                                                                               | 128.5                                                                               | 2607.0                                                                              |
| Humedad relativa (%)                                                                | 87                                                                                  | 85                                                                                  | 80                                                                                  | 77                                                                                  | 75                                                                                  | 75                                                                                  | 74                                                                                  | 74                                                                                  | 77                                                                                  | 82                                                                                  | 84                                                                                  | 86                                                                                  | 79.7                                                                                |
| Fuente: Instituto Português do Mar e da Atmosfera                                   |                                                                                     |                                                                                     |                                                                                     |                                                                                     |                                                                                     |                                                                                     |                                                                                     |                                                                                     |                                                                                     |                                                                                     |                                                                                     |                                                                                     |                                                                                     |

## Demografía
Con una población estimada a septiembre de 2017 de 383 946 habitantes (377 835 según el censo de 2011) y una densidad poblacional de 1202,7 habitantes por kilómetro cuadrado, el municipio tiene dos asentamientos con categoría de ciudad (Queluz y Agualva-Cacém), dos villas y once freguesias.
La población extranjera con estatuto de residente era de 29 688 habitantes en septiembre de 2017, la segunda más alta del área metropolitana después de Lisboa.
El municipio de Sintra tiene el 4% de la población total del país y el 13% de los habitantes de toda el Área Metropolitana de Lisboa. Es el segundo municipio más poblado de Portugal, después de Lisboa.
| Gráfica de evolución demográfica de Sintra entre 1864 y 2021 |
|                                                              |
| Datos según el nomenclátor publicado por el INE portugués.   |

## Administración y política

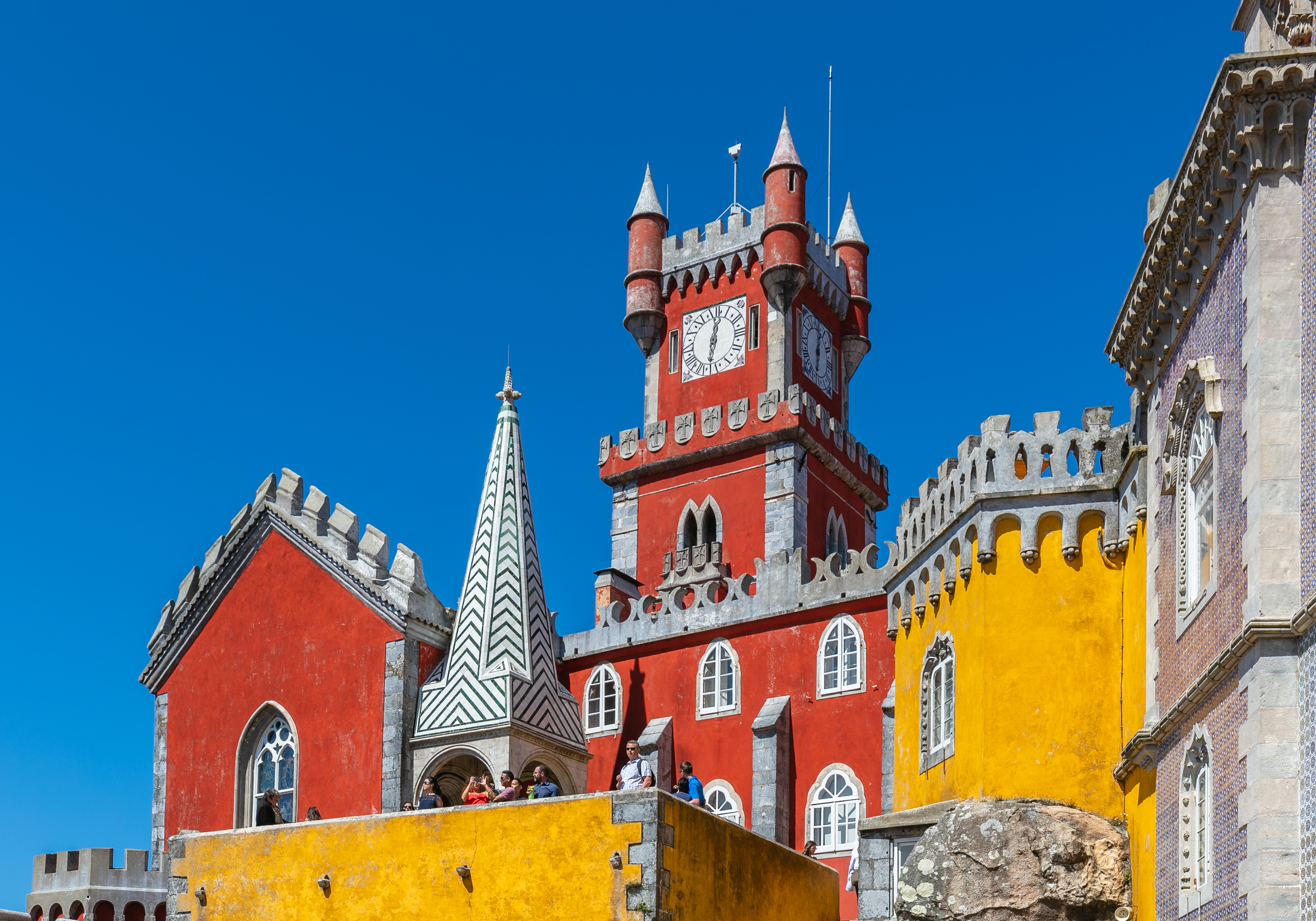
Palácio da Pena.

La Cámara Municipal de Sintra administra el municipio y está integrada por el presidente (Basílio Horta, con mandato 2017-2021) y diez vereadores (concejales).
La Asamblea Municipal es el órgano legislativo del municipio, se reúne en cinco sesiones ordinarias anuales y está integrada por 33 diputados municipales elegidos por voto directo y los presidentes de las once freguesias.

## Organización territorial
El municipio de Sintra está formado por once freguesias:
- Agualva e Mira-Sintra
- Algueirão - Mem Martins
- Almargem do Bispo, Pêro Pinheiro e Montelavar
- Cacém e São Marcos
- Casal de Cambra
- Colares
- Massamá e Monte Abraão
- Queluz e Belas
- Rio de Mouro
- São João das Lampas e Terrugem
- Sintra (Santa Maria e São Miguel, São Martinho e São Pedro de Penaferrim)

## Turismo
El municipio tiene grandes extensiones de importante valor natural, cultural y estético, y el constante flujo turístico llevó a preservarla clasificando al parque natural de Sintra-Cascais como Área de Paisaje Protegido.
Entre sus principales atractivos turísticos figuran el centro histórico de Sintra, numerosos castillos y construcciones antiguas (como el Castillo de los Moros, los palacios da Pena, de Queluz, de Monserrate, de Seteais y el Palacio Nacional, la Quinta da Regaleira, el Chalet de la Condesa Edla, el Convento de los Capuchinos y la Granja Ornamental de la Pena), las iglesias de Santa Maria y de São Martinho, los museos de Artes Moderno y el del Juguete, sus playas, las sierras y Cabo da Roca, el punto más occidental de Europa.
Además de su patrimonio cultural y sus paisajes naturales, Sintra cuenta con una buena infraestructura turística y es reconocida por sus vinos, su mármol, su confitería y su artesanía.
Debido a su cercanía con Lisboa (unos 30 kilómetros) y su conexión por ferrocarril, son habituales las excursiones de un día a la ciudad. La estancia media en alojamientos turísticos es de 1,8 días, mientras que la estadía media de huéspedes extranjeros es de dos días, con un total de 48 establecimientos de alojamiento turístico en el municipio, una capacidad de alojamiento de 2639 huéspedes y un total de 249 969 visitantes que al menos pasaron una noche en Sintra en 2016.
Sin embargo, Sintra, a pesar de ser una villa relativamente pequeña, está repleta de palacios y monumentos para ver, por lo que para poder verla por completo es preciso de al menos dos días.  Otro de los puntos fuertes es el turismo de naturaleza, gracias al parque natural de Sintra Cascaes.

## Cultura
El patrimonio arquitectónico de Sintra combina los estilos morisco, gótico, mudéjar, manuelino, barroco e italianizante, paisaje cultural que representa "un ejemplo único de la ocupación cultural de un lugar específico que ha sabido conservar su integridad esencial como representación de diversas culturas sucesivas", como destacan los criterios de inscripción como Patrimonio de la Humanidad por la Unesco.
El municipio cuenta con cinco museos y diez galerías de arte. En 2016 se contabilizaron 2 110 204 visitantes en sus museos, lo que representa el 13,6% del total de visitantes de los museos de todo el país.

### Patrimonio
El paisaje cultural de Sintra, inscrito en 1995 como Patrimonio de la Humanidad de la Unesco, abarca parte de la Sierra de Sintra e incluye el centro histórico de la villa:
- Castillo de los Moros
- Palacio da Pena
- Palacio Nacional de Sintra o Palácio da Vila
- Palacio da Regaleira o Quinta da Regaleira
- Palacio de Seteais
- Palacio de Monserrate
- Convento de los Capuchinos
- Palacio de Queluz
- Monumento al Bombero
- Cabo de la Roca

## Ciudades hermanadas
Las siguientes son las ciudades hermanadas (en portugués europeo, cidades geminadas) de Sintra, por orden alfabético:
- Arcila, Marruecos (desde el 5 de agosto de 2006)
- Beira, Mozambique (12 de marzo de 2009)
- Bisáu, Guinea-Bisáu (30 de junio de 1997)
- Tovar, Venezuela (4 de septiembre de 2005)
- El Yadida, Marruecos (5 de octubre de 1988)
- Fontainebleau, Francia (8 de marzo de 2016)
- Honolulú, Estados Unidos (9 de octubre de 1998)
- La Habana, Cuba (21 de julio de 2000)
- Lobito, Angola (30 de junio de 1997)
- Namaacha, Mozambique (24 de mayo de 1999)
- Omura, Japón (21 de agosto de 1997)
- Oviedo, España (24 de noviembre de 2018)[36]
- Petrópolis, Brasil (30 de junio de 1997)
- Trindade, Santo Tomé y Príncipe (30 de junio de 1997)
- Vila Nova Sintra, Isla Brava, Cabo Verde (5 de mayo de 1995)

También mantiene protocolos de cooperación con Cantón, China (desde el 11 de mayo de 2016) y con la región de Cacheu, Guinea-Bisáu (29 de junio de 2016).

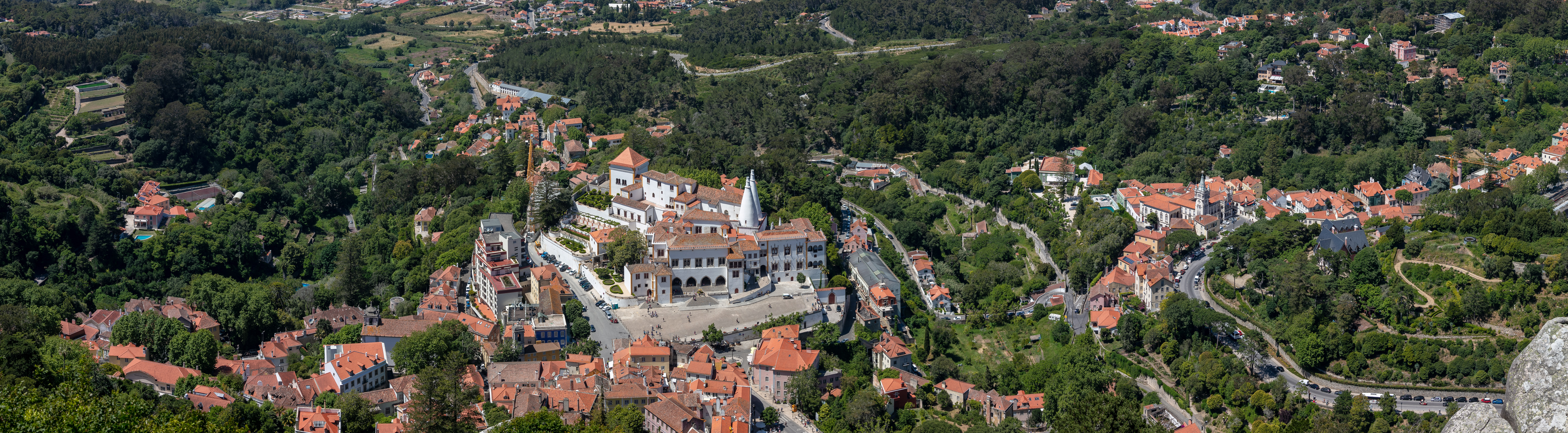
Vista de la villa.
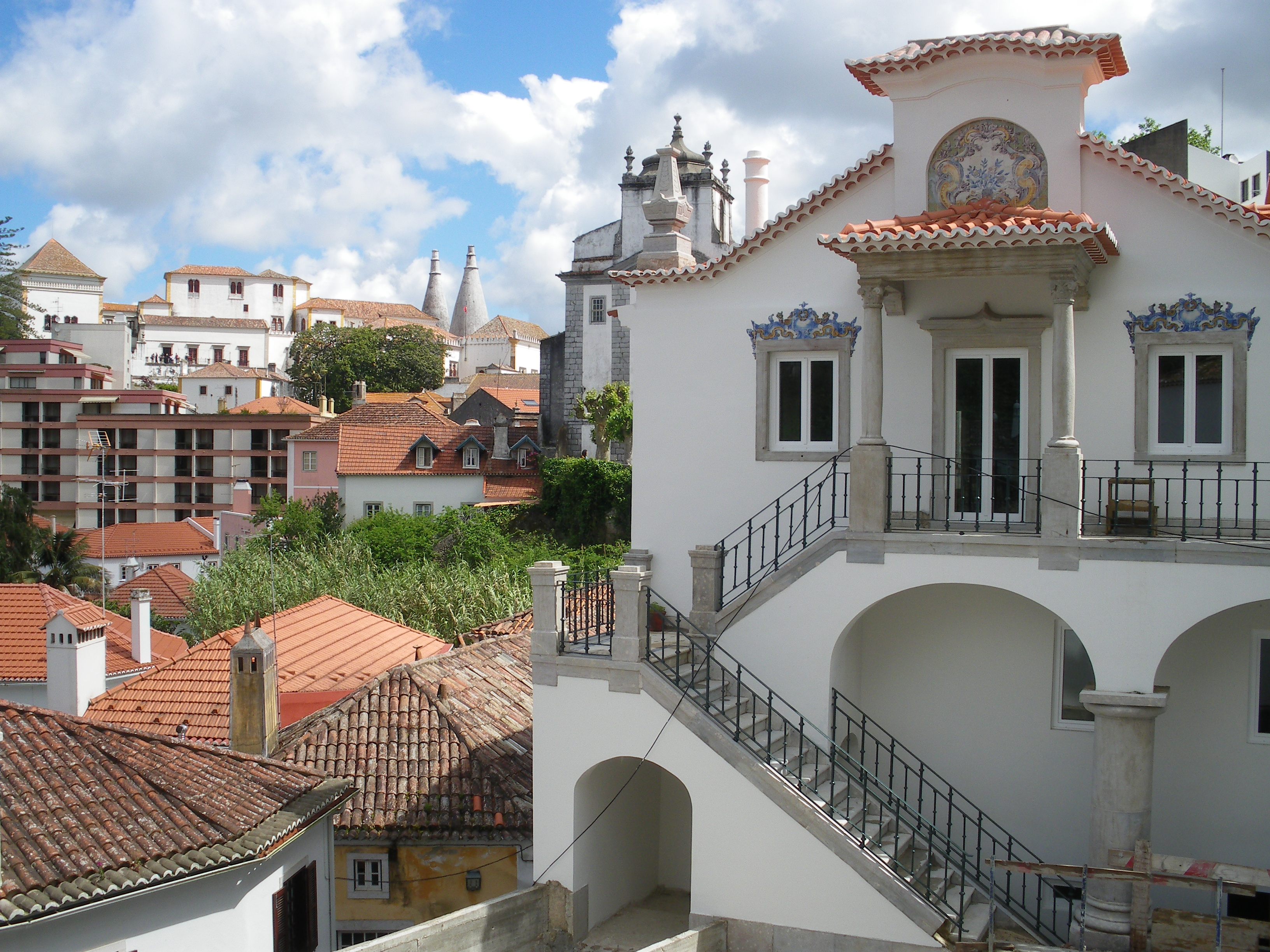
Edificios en Sintra.
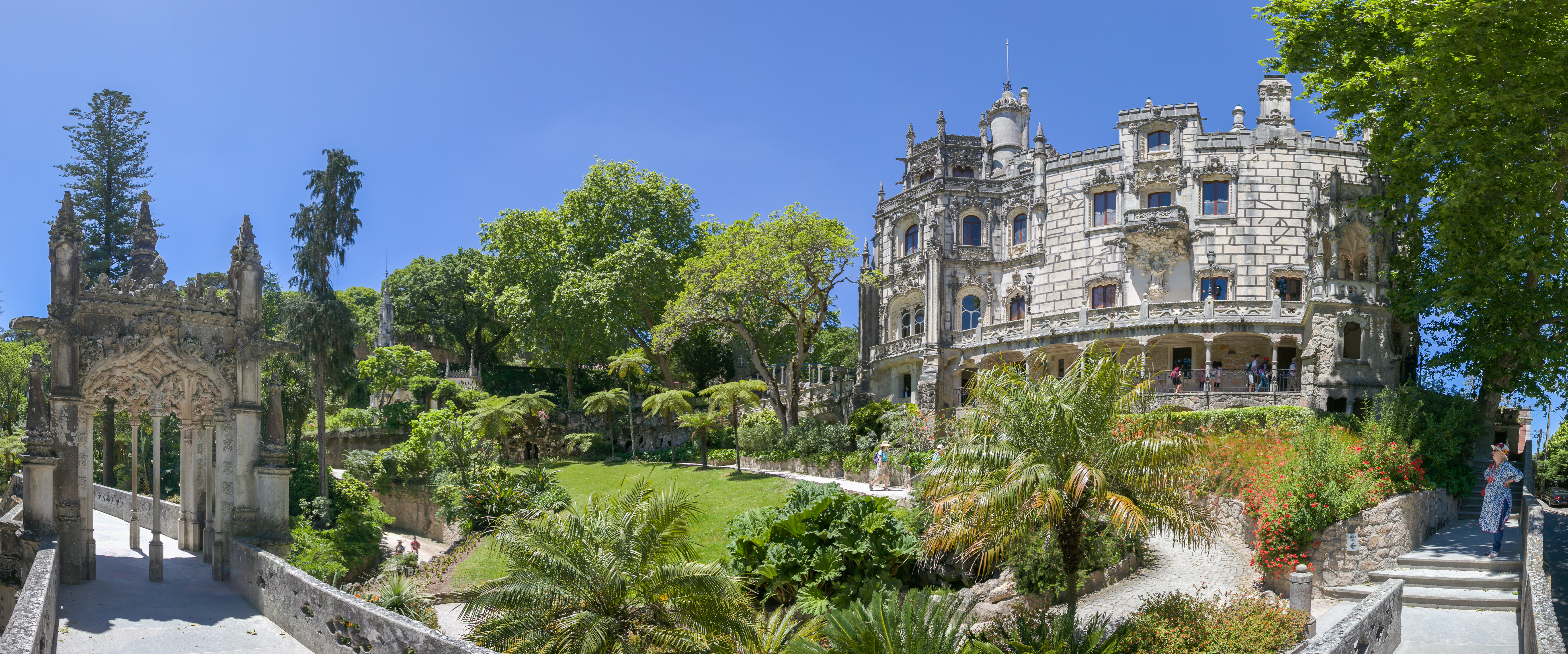
Quinta da Regaleira.
Castelo dos Mouros.
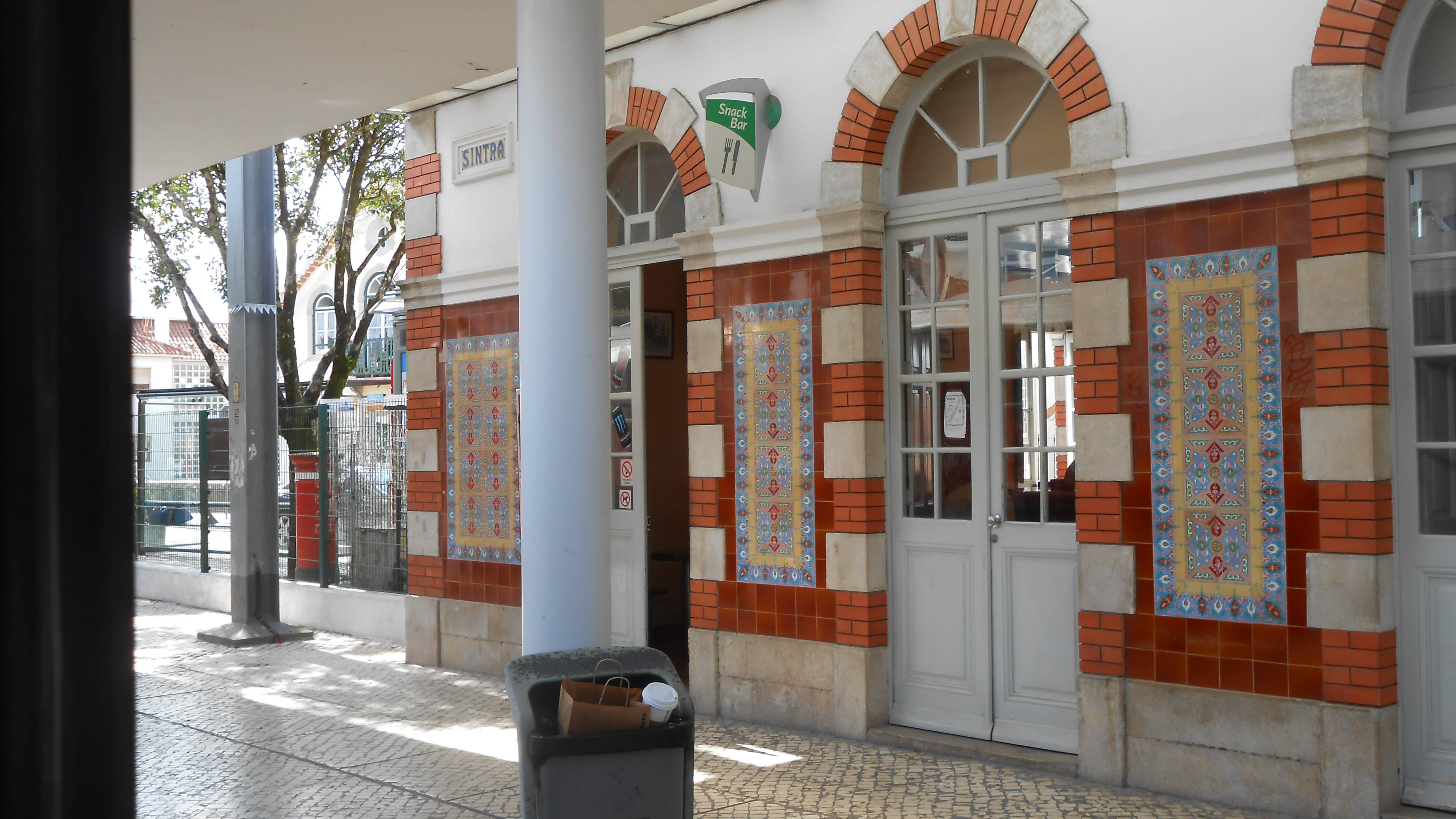
Estación de ferrocarril.
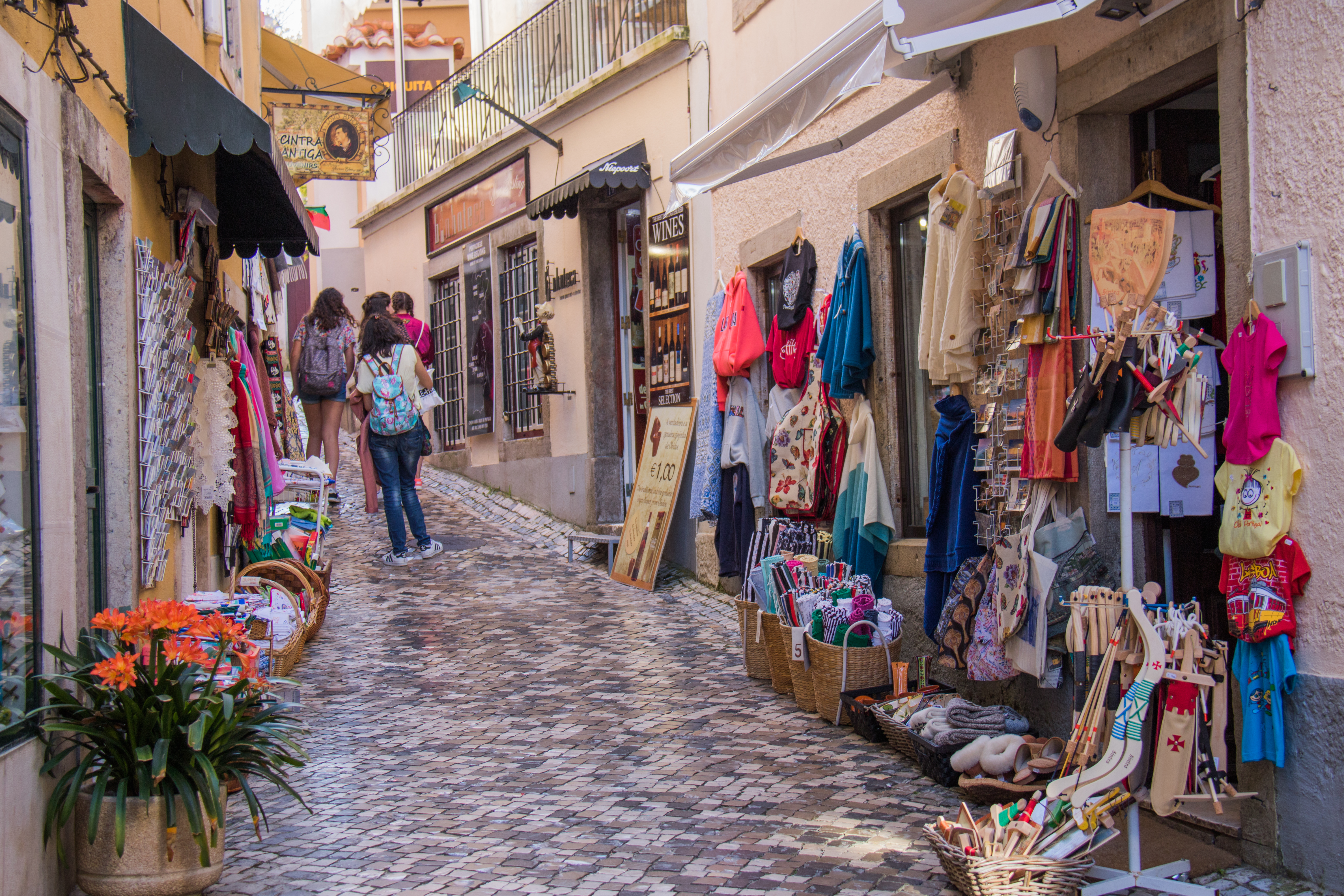
Calle de la villa.
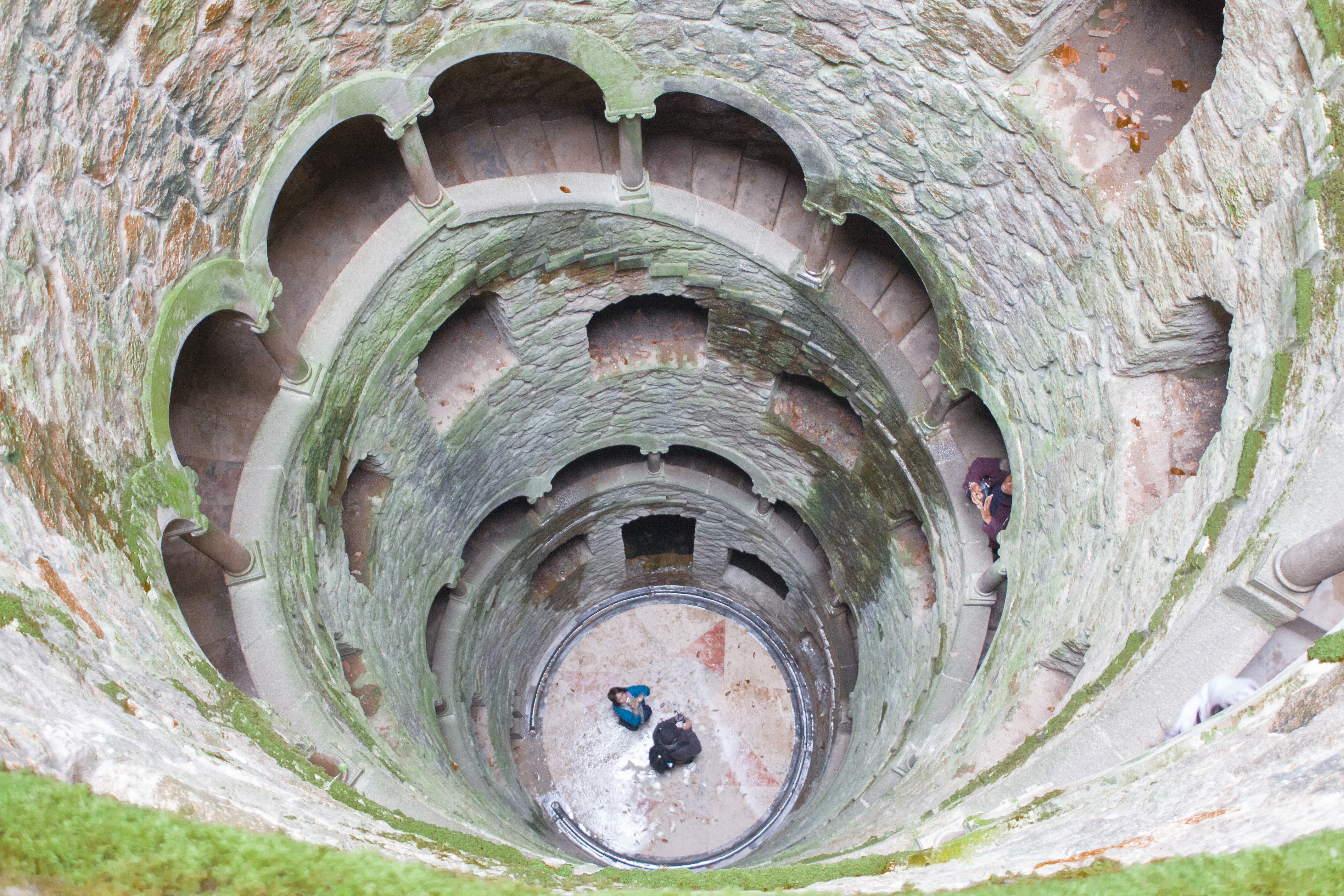
Pozo iniciático en la Quinta da Regaleira.
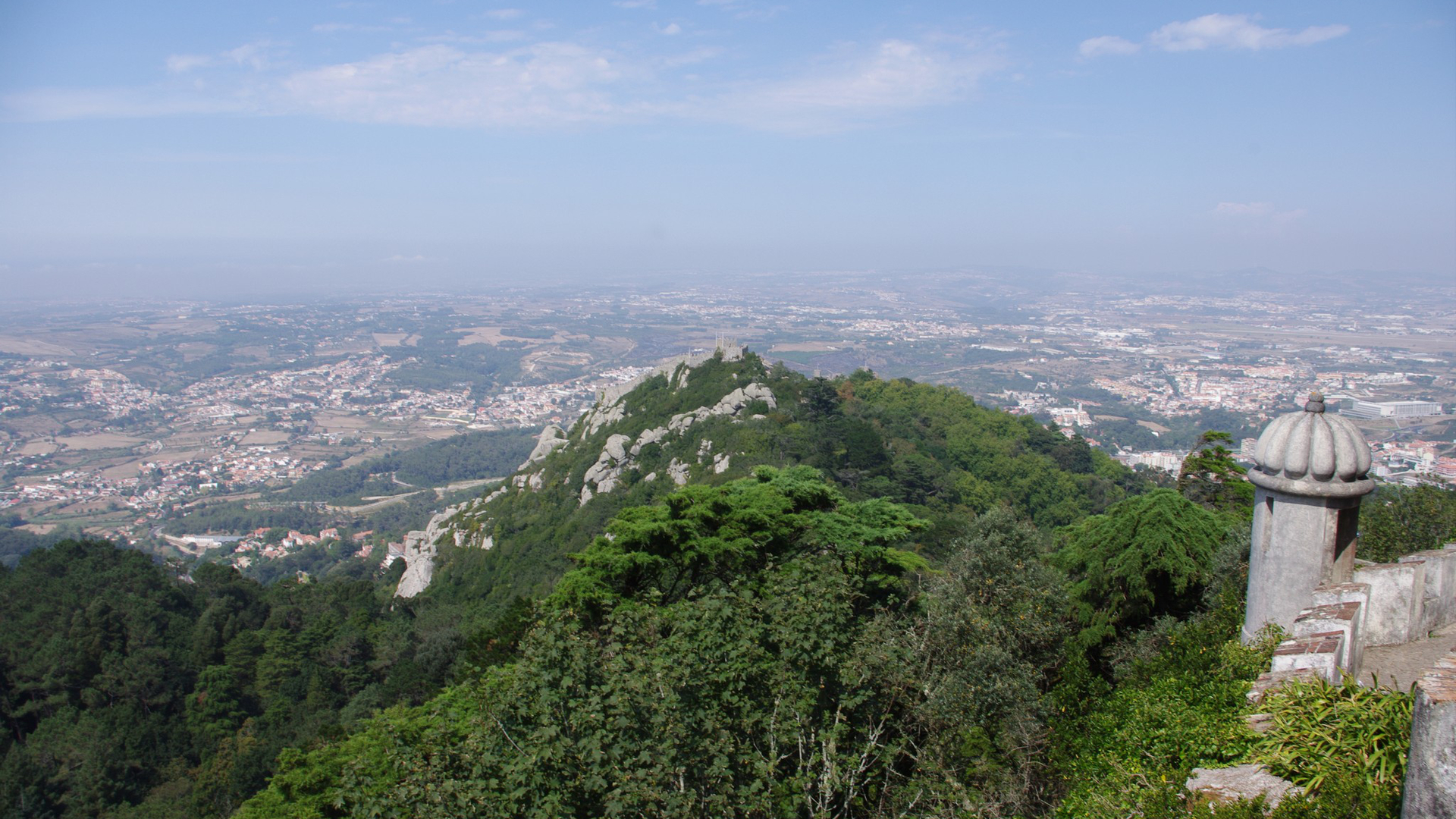
Vista desde el Palácio da Pena.
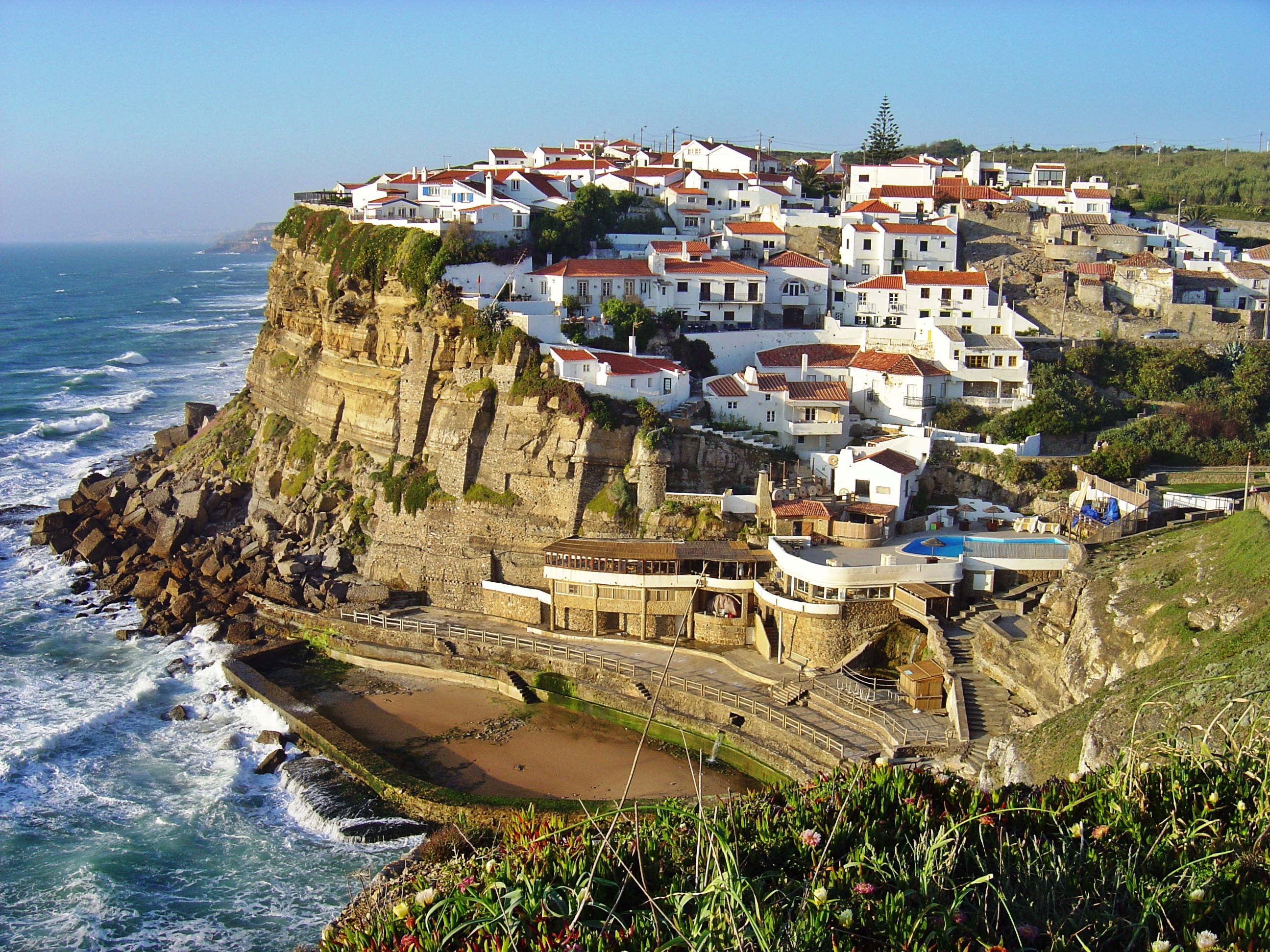
Azenhas do Mar.
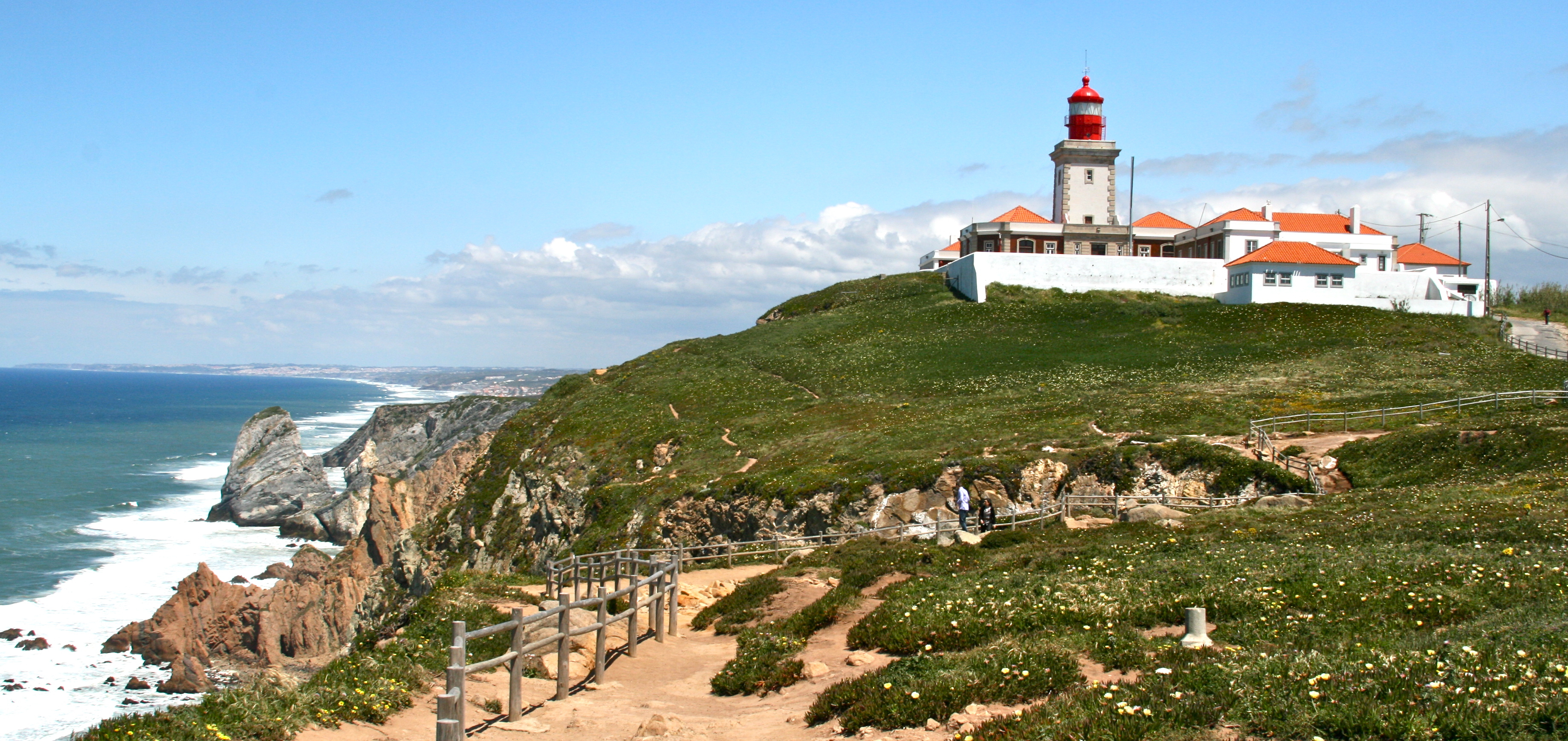
Cabo da Roca.
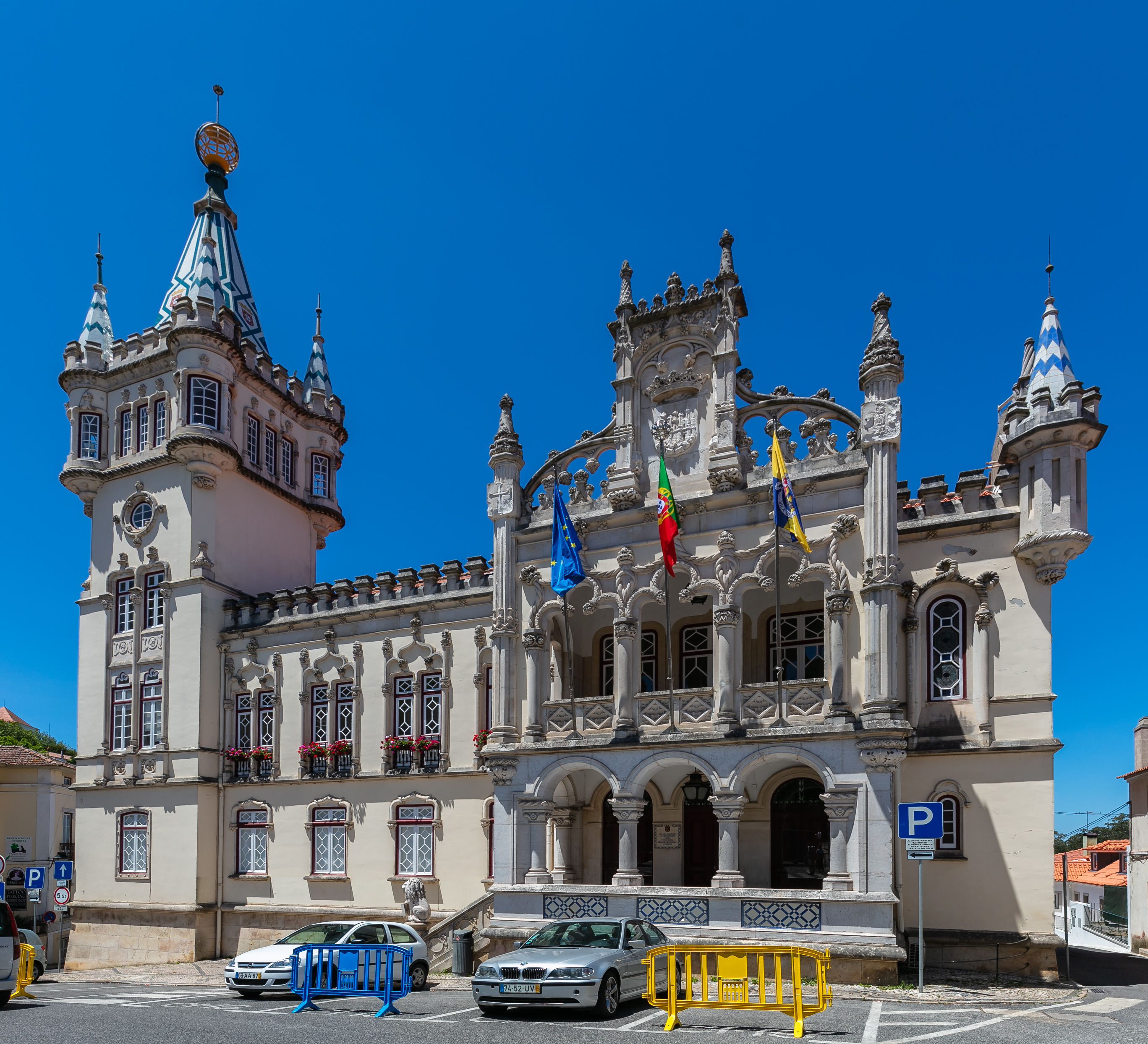
Ayuntamiento.